# Slavyanka
Slavyanka, till 1991 officiellt även ryska: Славянка: Slavjanka) är en ort i Azerbajdzjan. Den ligger i distriktet Gädäbäy rajon, i den västra delen av landet, 300 km väster om huvudstaden Baku. Slavyanka ligger 1 482 meter över havet och antalet invånare är 3 705.
Närmaste större samhälle är distriktscentralorten Gädäbäy, 9,6 km söder om Slavyanka.